# Kui Yuanyuan
Kui Yuanyuan, (Pequim, 23 de junho de 1981) é uma ex-ginasta chinesa que competiu em provas de ginástica artística. 
Kui fez parte da equipe chinesa que disputou os Jogos Olímpicos de Atlanta, em 1996 e nos Jogos Olímpicos de Sydney, em 2000. Neles, conquistou originalmente a medalha de bronze na prova coletiva; porém, uma violação da faixa etária da ginasta Dong Fangxiao retirou a medalha chinesa e a repassou para a equipe norte-americana, quarta colocada.